# Lauren Brice
Lauren Brice (Decatur, Illinois; 29 de septiembre de 1962 - San Agustín, Florida; 3 de julio de 2015) fue una actriz pornográfica estadounidense.

## Biografía
Pocos datos se conocen sobre ella antes de su entrada en la industria pornográfica, salvo que nació en septiembre de 1962 en la localidad de Decatur, en el estado estadounidense de Illinois, y que inició su carrera como actriz en 1989, con 27 años.
Como actriz, trabajó con estudios como Caballero Home Video, Arrow Productions, Marlowe Sales, VCA Pictures, Evil Angel, Coast To Coast, Digital Dreams, Metro, Pleasure, Venus 99, Fantasy Home Video o Heatwave, entre otros.
Durante su carrera, entre finales de los años 1980 y la década de 1990, trabajó en algunas producciones importantes de la industria en aquellos años como Nigthdreams 2 o Deep Throat 4, donde tuvo una participación no sexual, así como en el documental sobre el mundo del cine pornográfico rodado en 1993, llamado True Legends of Adult Cinema: The Modern Video Era.
Su gran momento como actriz le llegó en 1991, cuando se alzó con el Premio AVN a la Mejor actriz por su papel en Married Women. Recibió, así mismo, una nominación aquel año a Mejor actriz de reparto por la dupla Shadow Dancers I & II.
Se retiró en 1995, con un total de 87 películas como actriz.
Falleció el 3 de julio de 2015, a los 52 años, en San Agustín (Florida), a consecuencia de una insuficiencia hepática.
Algunos trabajos suyos fueron Assumed Innocence, Best of Buttman, Deep Inside Racquel, Do it in the Road, Hate to See You Go, Kiss My Whip, Lady in Blue, Night Temptress, Raunchy Ranch o Shot in the Mouth.

## Premios y nominaciones
| Año  | Ceremonia   | Resultado | Premio                  | Trabajo               |
| ---- | ----------- | --------- | ----------------------- | --------------------- |
| 1991 | Premios AVN | Ganadora  | Mejor actriz            | Married Women         |
| 1991 | Premios AVN | Nominada  | Mejor actriz de reparto | Shadow Dancers I & II |